# Rima Abdul Malak
Rima Abdul Malak (Beirut, 11 de febrer de 1979) és una política francolibanesa.
Després de ser directora dels programes de Clowns sans frontières i més endavant responsable del pol musical de Culturesfrance (que esdevingué l'Institut francès), va entrar al cabinet de Christophe Girard, adjunt a la Cultura de l'ajuntament de París, abans d'esdevenir consellera de Cultura del batlle socialista de París, Bertrand Delanoë, entre 2012 i 2014. Fou nomenada després agregada cultural a Nova York.
Al novembre del 2019, fou triada com a consellera de cultura i comunicació del president francès Emmanuel Macron. Posteriorment va ser nomenada ministra de Cultura el 20 de maig de 2022, al si del govern d'Élisabeth Borne.